# 錢科 (智利)
36°16′S 72°43′W / 36.267°S 72.717°W

錢科（西班牙語：Chanco），是智利的城鎮，位於該國中部馬烏萊大區的考克內斯省，始建於1849年7月3日，面積529.5平方公里，海拔高度513米，2012年人口9,003人，人口密度每平方公里17人。